# Естонски музей на театъра и музиката
Естонският музей на музиката театъра и музиката (на естонски: Eesti Teatri- ja Muusikamuuseum) е национален музей, разположен в стария град на Талин, столицата на Естония. Основан е през 1924 г.

## История
Основан е през 1924 г. Първоначално се намира в двореца Кадриорг, преди да се премести в сградата на Естонската академия за музика и театър на улица Müürivahe 12 през 1934 г.
Естонският композитор Петер Сюда (Peeter Süda) събира огромна колекция от музикални инструменти, ноти, книги и други ценности. Целта на създаването на музея първоначално е запазването на колекциите на Сюда.

## Колекция
Днес в музея се съхранява голяма колекция музикални инструменти и театрални реквизити, изготвени както от местни занаятчии, така и извън Естония. Музеят е с 2 основни отдела – музикален и театрален. В музикалния отдел има музикални инструменти и ръчно написани песни и ноти от значими композитори. Театралният отдел представя общ поглед над естонския театър. Разполага с колекции от стари театрални снимки, костюми и документи. Има отделна библиотека.
Музеят държи авторските права на естонския композитор Хейно Елер (Heino Eller).